# Enoch Arden
Pour les articles homonymes, voir Enoch Arden (homonymie).
Enoch Arden est un poème publié en 1864 du poète britannique Alfred Tennyson. L'histoire qui l'inspira lui fut confiée par le sculpteur et poète Thomas Woolner.
Le héros du poème, un pêcheur devenu armateur, Enoch Arden, quitte sa femme et leurs trois enfants pour partir en mer avec son vieux capitaine, qui lui propose une mission. Enoch vient de perdre son travail, victime d'un accident. Ainsi, de son point de vue masculin, il s'en va pour le profit de sa famille. Mais le bateau fait naufrage et il est porté disparu pendant dix ans.
L'intrigue du poème peut être considérée comme une variation et une antithèse du mythe d'Ulysse, qui retrouve sa patiente épouse après vingt ans d'absence.

## Adaptations
Il a inspiré plusieurs films, dont :
- 1908 : Enoch Arden (After Many Years) réalisé par David W. Griffith
- 1911 : Enoch Arden (en) réalisé par David W. Griffith
- 1915 : Enoch Arden réalisé par Christy Cabanne
- Le poème fut mis en musique par Richard Strauss (Enoch Arden, Op. 38). L'œuvre, pour un narrateur et un pianiste, a été enregistrée par Glenn Gould et Claude Rains; puis interprétée sur scène en 2007 par Emanuel Ax (piano) et Patrick Stewart (narrateur) qui enregistrèrent un disque sorti en septembre 2007. Il existe également au moins deux autres versions, avec Dietrich Fischer-Dieskau (narrateur) et Jörg Demus (pianiste), et avec Michael York (narrateur) et John Bell Young (pianiste).
- 1946 : Demain viendra toujours (Tomorrow Is Forever) réalisé par Irving Pichel, inspiré par le poème, avec Orson Welles dans le rôle d’Enoch Arden, et Claudette Colbert, celui de sa femme.

## Allusions au poème
- Enoch Arden est le pseudonyme utilisé par Robert Underhay, un personnage du roman Le Flux et le Reflux d'Agatha Christie.
- Le nom du poème est considéré comme à l'origine de la marque de cosmétique Elizabeth Arden, créé par la canadienne Florence Nightingale Graham.